# Aegilops neglecta
La cerere con tre reste (Aegilops neglecta Req. ex Bertol., 1834) è una pianta angiosperma monocotiledone appartenente alla famiglia delle Poacee (o Gramineae, nom. cons.).

## Etimologia
In nome generico (Aegilops) deriva da una parola greca (aegiles) il cui significato è: "preferito dalle capre"; ed è stato dato a causa della sua presunta somiglianza con gli aegiles, una pianta la cui identità è incerta (era inoltre un'erba amata dalle capre). L'epiteto specifico (neglecta) significa "pianta da ignorare / trascurare" e spesso è un segregato da un'altra specie con cui è stata confusa.
Il binomio scientifico di questa pianta è stato proposto per la prima volta dal botanico e paleontologo francese Esprit Requien (1788-1851) e dal botanico, naturalista e medico italiano Antonio Bertoloni (1775-1869) nella pubblicazione "Flora Italica: sistens plantas in Italia et in insulis circumstantibus sponte nascentes. Bononiae" (Fl. Ital. 1. 787. - 1834) del 1834.

## Descrizione

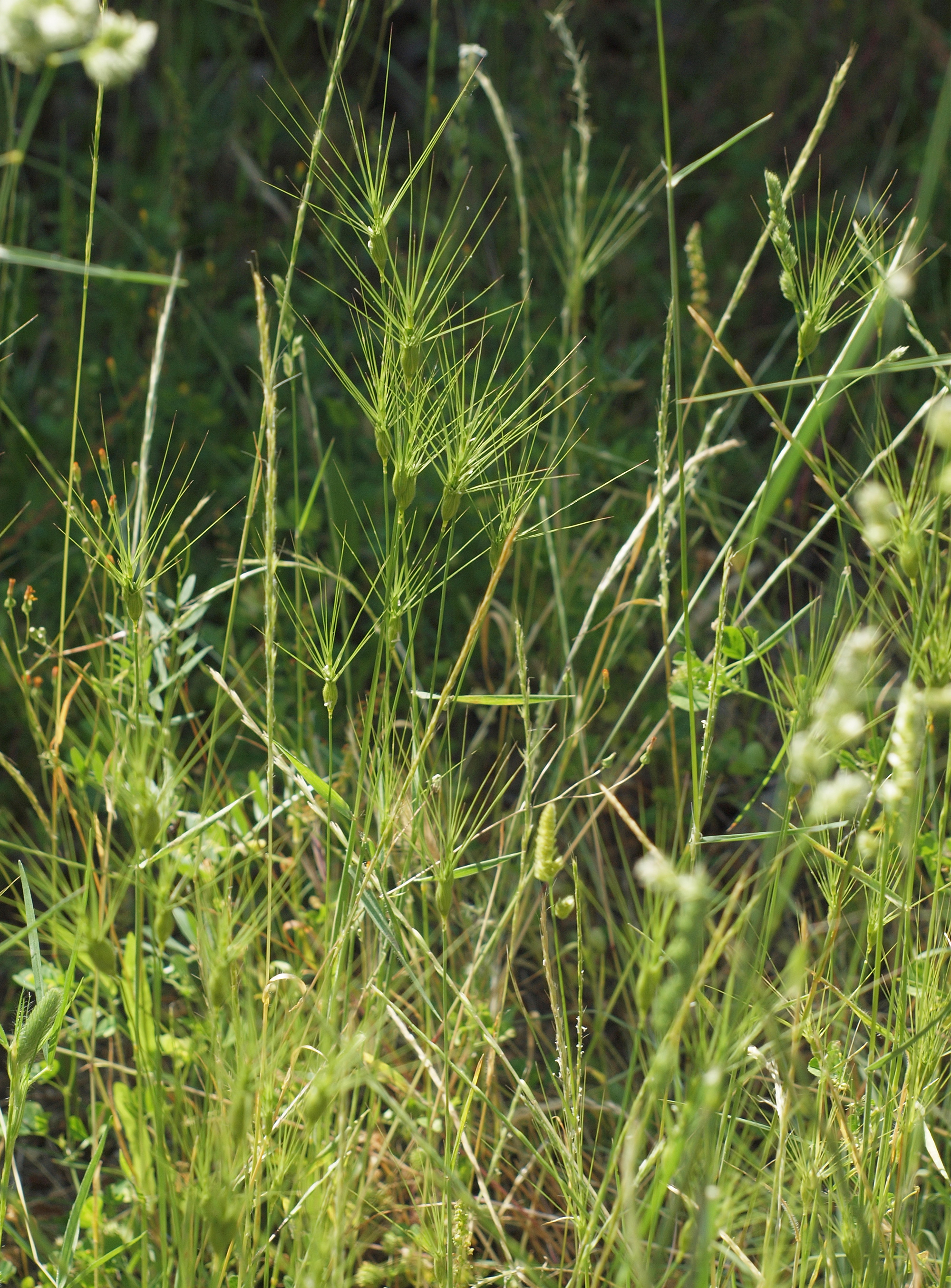
Il portamento

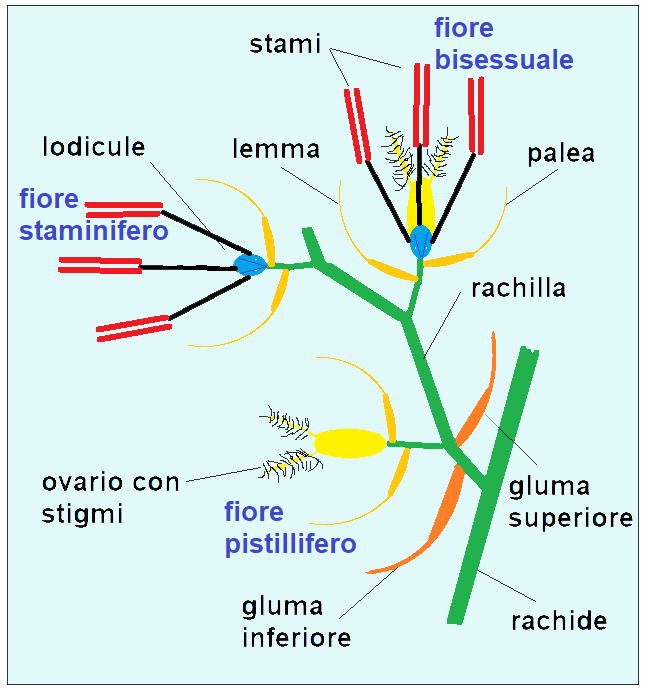
Spighetta generica con tre fiori diversi

Queste piante arrivano ad una altezza di 1 - 3 dm (massimo 40 cm). La forma biologica è terofita scaposa (T scap), ossia in generale sono piante erbacee che differiscono dalle altre forme biologiche poiché, essendo annuali, superano la stagione avversa sotto forma di seme e sono munite di asse fiorale eretto e spesso privo di foglie.

### Radici
Le radici sono più o meno fascicolate.

### Fusto
La parte aerea di queste piante è fascicolata. I culmi possono essere anche molto numerosi con portamento ginocchiato-ascendente o, altre volte, prostrato-diffuso. 

### Foglie
Le foglie lungo il culmo sono disposte in modo alterno, sono distiche e si originano dai vari nodi. Sono composte da una guaina, una ligula e una lamina. Le venature sono parallelinervie. Non sono presenti i pseudopiccioli e, nell'epidermide delle foglia, le papille. 
- Guaina: la guaina è abbracciante il fusto, rigonfia, cigliata e con padiglioni auricolari falcati.
- Ligula: la ligula membranosa, a volte cigliata, è tronca.
- Lamina: la lamina ha delle forme generalmente lineari e piatte con aspetto glauco e superficie villosa; i margini sono cigliati. Dimensione delle foglie: larghezza 2,5 – 3 mm; lunghezza 2 – 6 cm

### Infiorescenza
Infiorescenza principale (sinfiorescenza o semplicemente spiga): le infiorescenze di tipo racemoso, ascellari e terminali, in genere non sono ramificate e sono formate da 3 - 4 spighette fertili con la forma di una pannocchia più o meno ovoide o lanceolata. Alla base possono essere presenti 2 spighette abortive. La fillotassi dell'inflorescenza inizialmente è a due livelli (o a due ranghi), anche se le successive ramificazioni la fanno apparire a spirale. Dimensione del racemo: lunghezza 3 – 6 cm.

### Spighetta
Infiorescenza secondaria (o spighetta): le spighette, sessili quelle fertili, sottese da due brattee distiche e strettamente sovrapposte chiamate glume (inferiore e superiore), sono formate da 2 fiori. Possono essere presenti dei fiori sterili; in questo caso sono in posizione distale rispetto a quelli fertili. Alla base di ogni fiore sono presenti due brattee: la palea e il lemma. La disarticolazione avviene con la rottura della rachilla tra i fiori o sopra le glume persistenti. Lunghezza delle spighette: quelle sterili 1 – 2 mm; quelle fertili 10 – 11 mm.
- Glume: le glume, con forme ovali, oblunghe o ellittiche, non sono carenate, ma ventricose e villose. Le glume della spighetta terminale sono provviste di tre reste lisce. Lunghezza delle glume: 9 – 10 mm.
- Palea: la palea è un profillo con alcune venature e margini cigliati; di solito è meno lunga del lemma.
- Lemma: il lemma (carenato o no) a volte è pubescente; l'apice può essere acuminato ed ha 1 - 2 reste; le venature sono da 7 a 11. Lunghezza del lemma: 10 – 11 mm.

### Fiore
I fiori fertili sono attinomorfi formati da 3 verticilli: perianzio ridotto, androceo  e gineceo.
- Formula fiorale:[7]

*, P 2, A (1-)3(-6), G (2–3) supero, cariosside.
- Il perianzio è ridotto e formato da due lodicule, delle squame traslucide, poco visibili (forse relitto di un verticillo di 3 sepali). Le lodicule sono membranose e non vascolarizzate; spesso sono cigliate ai margini.
- L'androceo è composto da 3 stami ognuno con un breve filamento libero, una antera sagittata e due teche. Le antere sono basifisse con deiscenza laterale. Il polline è monoporato.
- Il gineceo è composto da 3-(2) carpelli connati formanti un ovario supero. L'ovario, pubescente all'apice, ha un solo loculo con un solo ovulo subapicale (o quasi basale). L'ovulo è anfitropo e semianatropo e tenuinucellato o crassinucellato. Lo stilo, che si origina dal lato abassiale dell'ovario, è breve con due stigmi papillosi e distinti.
- Fioritura: da maggio a luglio.

### Frutti
I frutti sono del tipo cariosside, ossia sono dei piccoli chicchi indeiscenti, con forme da ovate a oblunghe, nei quali il pericarpo è formato da una sottile parete che circonda il singolo seme. In particolare il pericarpo è fuso al seme ed è aderente. L'endocarpo non è indurito e l'ilo è lungo e lineare. L'embrione è lungo 1/3 della lunghezza del frutto ed è provvisto di epiblasto; ha inoltre un solo cotiledone altamente modificato (scutello senza fessura) in posizione laterale. I margini embrionali della foglia non si sovrappongono.

## Biologia
Come gran parte delle Poaceae, le specie di questo genere si riproducono per impollinazione anemogama. Gli stigmi più o meno piumosi sono una caratteristica importante per catturare meglio il polline aereo.
La dispersione dei semi avviene inizialmente a opera del vento (dispersione anemocora) e una volta giunti a terra grazie all'azione di insetti come le formiche (mirmecoria). In particolare i frutti di queste erbe possono sopravvivere al passaggio attraverso le budella dei mammiferi e possono essere trovati a germogliare nello sterco.

## Distribuzione e habitat

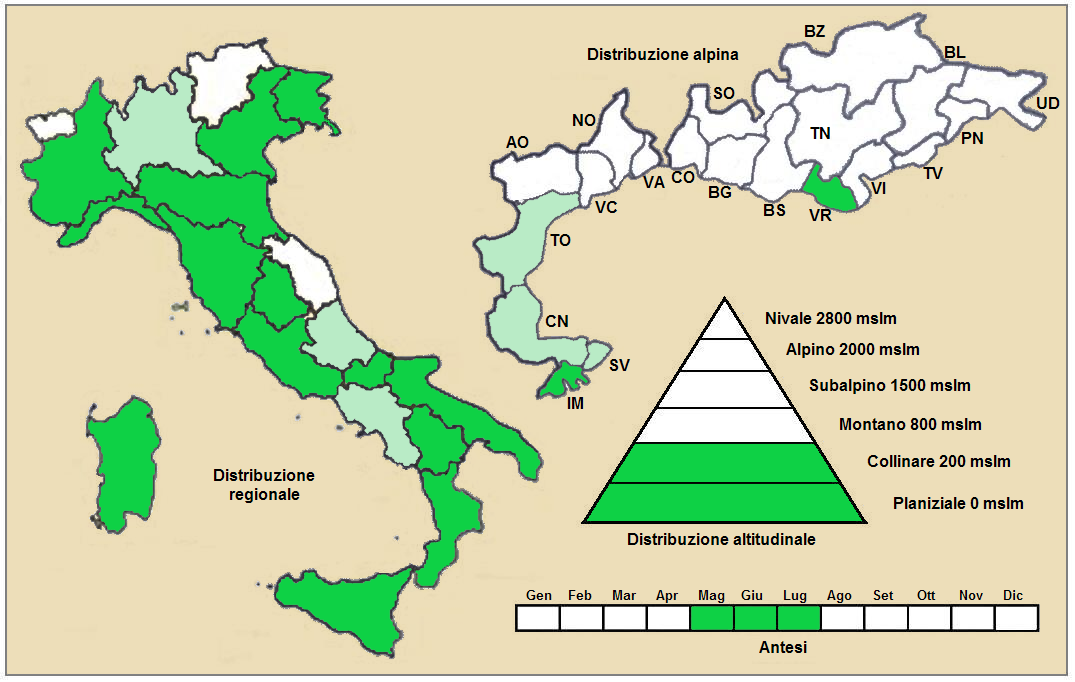
Distribuzione della pianta
(Distribuzione regionale – Distribuzione alpina)

- Geoelemento: il tipo corologico (area di origine) è Mediterraneo - Turanico (Ovest Asiatico).
- Distribuzione: in Italia è una specie rara, ma presente su tutto il territorio (con alcune discontinuità). Nelle Alpi è scarsamente presente. Fuori dall'Italia, sempre nelle Alpi, questa specie si trova in Francia (dipartimenti di Alpes-de-Haute-Provence, Hautes-Alpes, Alpes-Maritimes e Drôme). Sugli altri rilievi europei collegati alle Alpi si trova nel Massiccio Centrale, Pirenei e Monti Balcani.[16] Nel resto dell'Europa e dell'areale del Mediterraneo questa specie si trova nel'Europa mediterranea, Transcaucasia, Anatolia, Siria e Magreb[17] Questa specie è presente anche nel Caucaso.[12]
- Habitat: gli habitat tipici per questa pianta sono gli incolti e i pascoli aridi. Il substrato preferito è calcareo ma anche siliceo con pH neutro, medi valori nutrizionali del terreno che deve essere arido.[16]
- Distribuzione altitudinale: sui rilievi queste piante si possono trovare fino a 600 m s.l.m.; frequentano quindi il seguente piano vegetazionale: collinare (oltre a quello planiziale – a livello del mare).

### Fitosociologia

#### Areale alpino
Dal punto di vista fitosociologico alpino Aegilops neglecta appartiene alla seguente comunità vegetale:
- Formazione: delle comunità terofiche pioniere nitrofile
  - Classe: Stellarietea mediae

#### Areale italiano
Per l'areale completo italiano Aegilops neglecta appartiene alla seguente comunità vegetale:
- Macrotipologia: vegetazione erbacea sinantropica, ruderale e megaforbieti
  - Subclasse: Chenopodio-Stellarienea Rivas Goday, 1956
    - Ordine: Thero-Brometalia (Rivas Goday & Rivas-Martínez ex Esteve 1973) O. Bolòs, 1975
      - Alleanza: Taeniathero-Aegilopion geniculatae Rivas-Martínez & Izco, 1977

Descrizione. L'alleanza Taeniathero-Aegilopion geniculatae è relativa alle comunità nitrofile a ciclo biologico annuale con substrato sia acido che basico. Queste comunità si sviluppano soprattutto nei campi abbandonati e lungo i sentieri e sono principalmente legate a climi mediterranei caratterizzati da estati secche con caratteristiche vicine alla continentalità. La comunità è costituita da specie generalmente di piccola taglia e dominate da graminacee. In Italia questa cenosi è stata rinvenuta prevalentemente al Centro: nel territorio del Parco Naturale della Maremma, nei dintorni delle sorgenti del Fiume Pescara, in Umbria e nel Lazio. Altrove (nel resto dell'Europa) le specie di questo gruppo sono presenti nella Penisola iberica e nella Francia mediterranea.
Specie presenti nell'associazione: Aegilops geniculata, Dasypyrum villosum, Avena barbata, Vulpia ciliata, Trifolium scabrum, Sherardia arvensis, Trifolium stellatum, Medicago orbicularis, Reichardia picroides, Erysimum pseudorhaeticum, Aegilops triuncialis, Aegilops ventricosa, Astragalus scorpioides, Scandix australis, Taeniantherum caput-medusae.

## Tassonomia
La famiglia delle Poacee comprende circa 800 generi e oltre 9.000 specie. È una delle famiglie più numerose e più importanti del gruppo delle monocotiledoni. La famiglia è suddivisa in 12 sottofamiglie, il genere Aegilops fa parte della sottofamiglia Pooideae, tribù Hordeeae.

### Filogenesi
Il genere della specie di questa voce fa parte della tribù Hordeeae (supertribù Triticodae T.D. Macfarl. & L. Watson, 1982). La supertribù Triticodae comprende tre tribù: Littledaleeae, Bromeae e Hordeeae. All'interno della supertribù, la tribù Hordeeae forma un "gruppo fratello" con la tribù Bromeae.
Il genere Aegilops si presenta con una "evoluzione reticolata" per fenomeni di ibridazione, o per il trasferimento orizzontale di geni ma anche per l’endosimbiosi.
Il numero cromosomico per A. neglecta è: 2n = 28 e 42.

### Sinonimi
Questa entità ha avuto nel tempo diverse nomenclature. L'elenco seguente indica alcuni tra i sinonimi più frequenti:
- Aegilops algeriensis Gand.
- Aegilops calida Gand.
- Aegilops campicola Gand.
- Aegilops contracta (Eig) H.Scholz
- Aegilops fausii Sennen
- Aegilops geniculata var. latiarista (Lange) K. Hammer
- Aegilops geniculata var. latiaristata (Lange) K.Hammer
- Aegilops gussonii Link
- Aegilops mesantha Gand.
- Aegilops mixta Sennen [Unplaced]
- Aegilops neglecta var. contorta (Zhuk.) K.Hammer
- Aegilops neglecta  subsp. contracta (Eig) H.Scholz
- Aegilops neglecta var. ochreata (Zhuk.) K.Hammer
- Aegilops neglecta var. quadriaristata (Eig) K.Hammer
- Aegilops neglecta  subsp. recta (Zhuk.) K.Hammer
- Aegilops neglecta var. trojana (Eig) K.Hammer
- Aegilops ovata L.
- Aegilops ovata Roth
- Aegilops ovata var. latiaristata Lange
- Aegilops ovata  subsp. triaristata (Bluff, Nees & Schauer) Rouy
- Aegilops ovata var. triaristata Bluff, Nees & Schauer
- Aegilops ovata var. virescens (Jord. & Fourr.) Rouy
- Aegilops ovata var. vulgaris Eig
- Aegilops recta (Zhuk.) Chennav.
- Aegilops triaristata Willd.
- Aegilops triaristata  subsp. attenuata E.Schiem.
- Aegilops triaristata var. brachychaeta Font Quer
- Aegilops triaristata  subsp. contorta Zhuk.
- Aegilops triaristata  subsp. contracta Eig
- Aegilops triaristata  subsp. elongata E.Schiem.
- Aegilops triaristata var. hirtula Zhuk.
- Aegilops triaristata  subsp. intermixta Zhuk.
- Aegilops triaristata f. kabylica Trab.
- Aegilops triaristata var. macrochaeta E.Mey.
- Aegilops triaristata var. ochreata Zhuk.
- Aegilops triaristata  subsp. quadriaristata Eig
- Aegilops triaristata var. quadriaristata Eig
- Aegilops triaristata  subsp. recta Zhuk.
- Aegilops triaristata var. trojana Eig
- Aegilops triaristata var. vulgaris Eig
- Aegilops virescens Jord. & Fourr.
- Aegilops viridescens Gand.
- Frumentum ovatum (L.) E.H.L.Krause
- Triticum neglectum (Req. ex Bertol.) Greuter
- Triticum ovatum (L.) Raspail
- Triticum ovatum var. triaristatum (Bluff, Nees & Schauer) Stoj. & Stef.
- Triticum ovatum var. triaristatum (Willd.) Schmalh.
- Triticum rectum (Zhuk.) Bowden
- Triticum sylvestre Bubani [Unplaced]
- Triticum triaristatum (Bluff, Nees & Schauer) Godr.